# 波迪夫卡
46°39′25″N 33°48′54″E / 46.65694°N 33.81500°E
波迪夫卡（烏克蘭語：Подівка）是位於烏克蘭南部的村莊，由赫爾松州卡霍夫卡區的澤萊尼皮德市鎮負責管轄。該村始建於1931年，面積0.34平方公里，海拔高度39米，2001年人口516，人口密度每平方公里1,500人。